# Edwin Grasse
Edwin Grasse (* 13. August 1884 in New York City; † 8. April 1954 in New York City) war ein US-amerikanischer Geiger, Pianist, Organist und Komponist.

## Leben
Grasse war von Geburt an blind. Er hatte ab dem dritten Lebensjahr Klavierunterricht und vom fünften bis vierzehnten Lebensjahr Violinunterricht bei Carl Hauser in New York. Ab 1899 studierte er Violine am Königlichen Konservatorium Brüssel bei César Thomson. Er erhielt dort den Ersten Preis im Fach Violine und 1901 den Prix de Capacité, der in diesem Jahrzehnt nur einmal vergeben wurde. Er begann seine Laufbahn als Konzertgeiger 1902 in Berlin und trat in den Folgejahren in vielen Großstädten Europas auf. 
Nach seiner Rückkehr in die USA nahm Grasse Orgelunterricht bei Daniel Philippi. Er gab Konzerte vorrangig in New York, u. a. in der Carnegie Hall, der Steinway Hall und der Town Hall, bis er seine Laufbahn 1940 aus gesundheitlichen Gründen beendete. Eine Konzertreise unternahm er 1926 im Auftrag der American Foundation for the Blind in Begleitung von Helen Keller und ihrer Lehrerin Anne Sullivan Macy.
Grasse komponierte u. a. eine Sinfonie, ein Violinkonzert und kammermusikalische Werke. Bekannt geblieben ist Wellenspiel (1914), ein Charakterstück für Violine und Klavier.